# 聖鬥士星矢 天界篇 序奏～overture～
《圣斗士星矢 天界篇 序奏～overture～》（聖闘士星矢 天界編 序奏〜overture〜）是於2004年2月14日在日本首映的《聖鬥士星矢》系列的第5部劇場版作品。本片由山内重保执导，东映动画制作。影片的制作使用了当时最先进的动画技术，角色设计由荒木伸吾和姫野美智负责，音乐由横山菁儿创作。
这部电影讲述了圣斗士星矢在与冥王哈迪斯的战斗后，受伤并瘫痪在轮椅上由雅典娜（沙织）照顾。雅典娜的姐姐女神阿尔忒弥斯来到人间，并提出以恢复星矢的身体和心智为条件，要求接管圣域。为了保护人类和拯救星矢，沙织接受了这一条件。星矢和其他青铜圣斗士必须与天神以及天斗士们战斗，以拯救他们的家园。与此同时，雅典娜前往圣域并以自己的血保护大地。当青铜圣斗士入侵圣域时，他们发现雅典娜已被阿尔忒弥斯流放，决定对抗阿尔忒弥斯以拯救他们真正的女神并解救大地。
与前4部劇場版作品不同，这部影片最初是作為原作《冥王哈帝斯篇》的正式續篇來進行製作的。由于影片没有获得预期的成功，也没有得到系列原作者车田正美的认可，本片最终与前几部电影一样没有与主线故事有直接联系。此外，自本片之后，圣斗士星矢系列动画制作团队和配音演员团队被彻底更换。

## 概要
与前四部电影不同，《天界篇 序奏～overture～》原本应直接延续电视系列和原作漫画的剧情。然而，这部电影常常被认为相较于系列的其他作品令人失望，尤其是在日本。除了被一些人视为失败外，原作作者车田正美对此也非常不满意，于是他通过漫画《圣斗士星矢 Next Dimension 冥王神话》创作了自己的续集。

## 故事簡介
在《圣斗士星矢 冥王哈迪斯篇》中与冥王哈迪斯交战后，星矢受伤成为瘫坐在轮椅上的病人，由沙织（雅典娜）照顾。此时，沙织的姐姐女神阿尔忒弥斯派遣三名天斗士（Angel）下凡到人界行刺星矢作为其对抗神的惩罚。作為雅典娜的沙織為了拯救星矢的性命並且守護著人類，於是她捨棄自己的地位和世界的支配權作為代價請求姊姊阿爾忒彌斯放過星矢並且流出自己的鮮血來保護人類。面對未曾有過的危機，失去力量的星矢重新站起來，与紫龍、冰河、瞬、一輝重新趕赴雅典娜的身邊。然而，天鬥士們出現在星矢一行人的面前並阻擋他們的去路，最後連奧林匹斯十二主神之一的阿波羅也降臨。面对全宇宙最强的神，星矢一行人賭上他們的命運開始戰鬥。

## 制作
| 企劃、動畫製作 | SUNRISE                                 |
| 原作           | 車田正美（集英社刊）                    |
| 監督           | 山内重保                                |
| 劇本           | 横手美智子、大和屋曉                    |
| 角色設計       | 荒木伸吾、姫野美智                      |
| 作畫監督       | 荒木伸吾、姫野美智                      |
| 企划           | 櫻田博之                                |
| 美术设定       | 山下高明                                |
| 美术监督       | 饭岛由树子                              |
| 色彩設計       | 辻田邦夫                                |
| 数码攝影監督   | 福田岳志、白鳥友和                      |
| CGI 導演       | 川瀨康大、渡邊輝重                      |
| 編輯           | 西山茂                                  |
| 音樂           | 横山菁儿                                |
| 制作           | 东映动画、集英社、东映、 万代、万代影视 |

车田制作的负责人山口昌志表示，作为重振圣斗士星矢系列的一项策略，本片制作始于《圣斗士星矢 冥王哈迪斯篇》第一季《冥王哈迪斯十二宫篇》和第二季《冥王哈迪斯冥界篇前章》之间。在《冥王哈迪斯十二宫篇》13集OVA取得成功后，东映动画决定制作一部新的《圣斗士星矢》电影，并邀请这一系列的缔造者车田正美参与编写电影的剧本。车田正美决定采取与之前几部电影不同的方案，这部新作将按时间顺序延续原作系列，成为《冥王篇》的续集，并将剧情引向新的神域。他提出了将电影设定为三部曲的一部分，讲述主角们与宙斯及奥林匹斯众神的战斗。此外，车田正美还决定利用这个机会解决一些悬而未决的问题，例如斗马的登场，他实际上是魔铃的弟弟。负责本片制作的也是《冥王篇》的导演山内重保，他之前已经执导了第二部和第三部《圣斗士星矢》系列电影。山内重保接受了这项任务，而车田正美则绘制了一些草图作为电影剧情的基础，其中包括星矢坐在轮椅上，由沙织和他的姐姐星华照顾的场景。电影的制作是一个相当复杂的工作，团队运用了当时最先进的动画技术，最终的成果让制作团队和导演都非常满意。在角色的风格和设计方面，制作团队找到了动画师荒木伸吾，因为他之前在所有与《圣斗士星矢》相关的项目中都与车田正美合作过。据导演山内茂康介绍，影片的关键词是水。这个元素在整部影片中随处可见。在一次采访中，当被问及《天界篇 序奏～overture～》的动画时，荒木伸吾表示：“与其说是有明确的意图，不如说是因为计算机技术的发展，设计风格发生了变化，因此我们可以处理眼睛的颜色等以前无法实现的效果。”

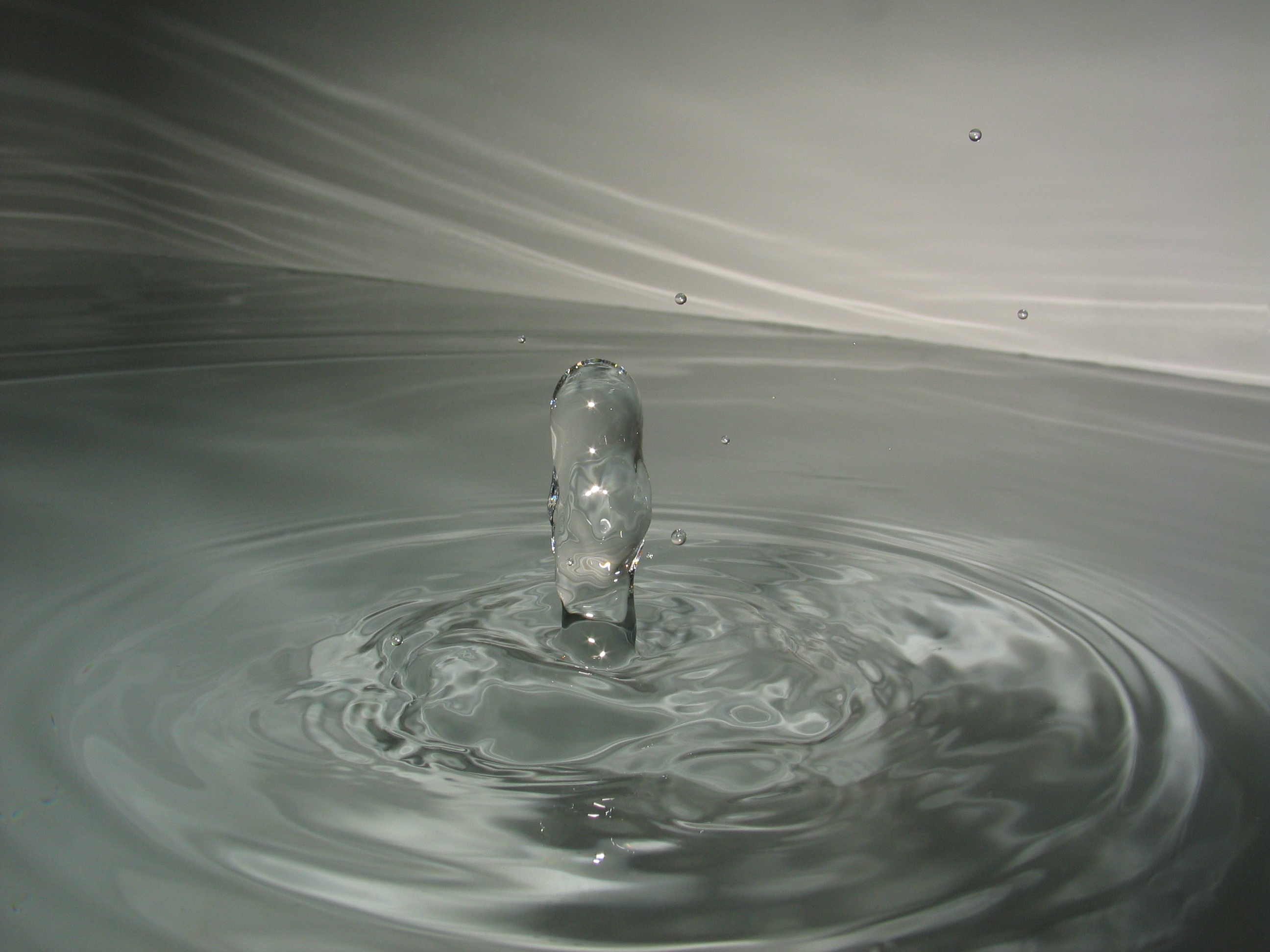
水滴撞击水面的图像。

为了故事创作，车田正美根据之前提到的草图制作了一部名为《斗马与天国的监禁》的8页迷你漫画在《Super Jump》杂志2004年第4期上发表（后来在圣斗士星矢设定画册《宙》中再次出版）。这部漫画由东映动画负责在车田正美的手稿上进行上色，这也是二者首次在漫画领域进行合作。在这部漫画中，星矢坐在轮椅上由沙织照顾着，而在奥林匹斯山，一个戴兜帽的人朝着山顶走去，那里有被锁链囚禁着魔铃失散的弟弟斗马。兜帽人告诉斗马，他必须下界到地上去，因为有五位雅典娜的圣斗士成功穿上神圣衣，一度超越冥王哈迪斯的力量。而斗马的任务正是消灭这些圣斗士。斗马则询问这个命令是否来自众神之王宙斯。另外電影雜誌《電影旬報》的編輯基於對「聖鬥士星矢」喜愛的私心，還在雜誌上刊登了特別專題報導。
根据巴西圣斗士星矢的官方网站CavZodiaco.com的信息，这部电影的成本大约为5亿日元（约合6,118,170美元）。

### 音乐
本片的音乐由横山菁儿负责，他也是整个《圣斗士星矢》系列以及之前电影的官方作曲家。主题曲则是组合MAKE-UP创作的新曲《Never -圣斗士星矢主题曲-》（Never -聖闘士星矢のテーマ-）。作詞：山田信夫／作曲：河野陽吾／歌：
| 曲序 | 曲目                                                        | 时长 |
| ---- | ----------------------------------------------------------- | ---- |
| 1.   | 《天界篇 序奏》的前奏曲（）                                 | 2:19 |
| 2.   | 阿尔忒弥斯现身（）                                          | 1:33 |
| 3.   | 雅典娜的爱（）                                              | 2:50 |
| 4.   | 星矢与魔铃（）                                              | 1:50 |
| 5.   | 圣域的苦斗（）                                              | 2:09 |
| 6.   | 星矢，回归（）                                              | 1:32 |
| 7.   | 瞬Vs忒修斯（）                                              | 2:25 |
| 8.   | 一辉登场（）                                                | 1:36 |
| 9.   | 雅典娜的圣斗士（）                                          | 3:24 |
| 10.  | 痛苦的战斗（）                                              | 1:43 |
| 11.  | 星矢、冰河、紫龙vs奥德修斯（）                              | 2:30 |
| 12.  | 伊卡洛斯的愿望（）                                          | 3:20 |
| 13.  | 星矢vs伊卡洛斯（）                                          | 2:19 |
| 14.  | 温柔的时刻（）                                              | 1:02 |
| 15.  | 命运开始移动（）                                            | 3:46 |
| 16.  | “宽恕……”（）                                                | 2:18 |
| 17.  | 雅典娜的决心（）                                            | 2:02 |
| 18.  | 斗马与魔铃（）                                              | 2:45 |
| 19.  | 恸哭（）                                                    | 2:13 |
| 20.  | 究极的小宇宙（）                                            | 2:20 |
| 21.  | 某一天、在某个地方……（）                                    | 0:46 |
| 22.  | Never - 圣斗士星矢的主题曲（）（横山菁儿作词、MAKE-UP演唱） | 5:05 |

## 登場人物
星矢等主要角色請參閱「聖鬥士星矢角色列表」。

## 公映
《天界篇 序奏～overture～》于2004年2月7日和8日分别在日本东京和大阪两地举行了试映会。
2月14日，本片在日本各地影院正式上映。东映计划在五十家电影院进行首映，并进行了大规模的宣传活动以吸引观众，但两周后放映场次减少至仅八家电影院。与此同时，电影在巴西于2006年11月2日上映，在意大利则于2009年1月24日上映。在墨西哥，Towers Entertainment计划于2010年底以原作系列的配音演员推出特别上映版。在西班牙，电影于2011年底在马德里的第五届日本周末活动中首映。

## 发行
这部电影在日本由东映发行了DVD和蓝光光碟。DVD中收录了预告片和由古谷徹讲述的关于《圣斗士星矢》故事的特别节目，以及车田正美为电影所绘制的一些草图，例如《斗马与天国的监禁》。
在世界其他地区，不同的发行商进行了销售。在拉丁美洲，由Towers Entertainment发行了特别收藏版。该套装包含圣斗士星矢宇宙的五部电影，以庆祝该系列创作25周年。在这个新版本中，包括了由原系列配音演员配音的西班牙语版本，以及莫妮卡·曼哈雷斯（Mónica Manjarrez）出演的阿尔忒弥斯、鲁本·莫亚（Rubén Moya）出演的阿波罗，以及阿方索·奥布雷贡（Alfonso Obregón）出演的伊卡洛斯（斗马）等新角色。该套装包含三张DVD：前两张DVD收录了1980年代制作的四部经典电影（每张DVD两部电影），第三张DVD收录了《天界篇 序奏～overture～》电影。Towers将该套装分为青铜、白银和黄金三个版本，象征着雅典娜圣斗士的不同级别，每个版本都有不同的内容和价格。
在西班牙，这部电影由Selecta Visión公司发行，他们对五部电影进行了高清修复，包括视觉和音频质量，其中《天界篇 序奏～overture～》的版本是最后发布的。为了给这部电影配音，发行方请来了参与西班牙哈迪斯篇配音的同一团队，另外还特别为片尾的MAKE UP乐队的歌曲《Never》由西班牙歌手华金·帕兹（Joaquín Paz）翻唱成西班牙语。Ramen para Dos评价Selecta出品的版本为“严谨但正确”，遗憾的是这一版没有包括日本版中附带的额外内容。到了2013年3月，Selecta Visión宣布推出收录当时全部五部电影的《圣斗士星矢电影合集》，还附赠了一张由山内重保亲笔签名的明信片和一本12页揭露电影制作秘辛的独家书。
影片制作方东映推出了一款名为《圣斗士星矢电影蓝光合集1987~2004》的特别版蓝光光盘套装，包含了五部完全经过高清重新制作的电影，视频和音频质量均为高清。在这款套装的发布活动上，导演山内重保、声优古谷彻以及扮演城户沙织的潘惠子出席并回答了现场观众的提问。
2013年10月5日，《天界篇 序奏～overture～》发行方宣布将推出法语版，并很快发行DVD并进行电视播放。
2019年3月1日，意大利发行商Yamato Video通过其Facebook页面宣布以蓝光和DVD形式发行限量版《天界篇 序奏～overture～》电影，并于同年4月26日正式上架。

## 评价
《天界篇 序奏～overture～》得到的评价褒贬不一。一方面，评论者们赞扬了本片的角色设计以及在制作过程中采用的先进动画技术；另一方面也批评了本片的剧情，尤其是结局让观众感到困惑，不理解其含义。ChikiOtaku网站的S. Wolfwood全面称赞这部电影，称其为“有史以来最好的《圣斗士星矢》动画作品，有着无可挑剔的技术质量，精彩的配乐，成熟的叙事风格以及与原作精髓的紧密联系，使这部电影成为动画界最被误解的作品之一”。在一些日本的评论和观点网站上，批评了在这部电影的声音主要集中于星矢这一角色过于突出，削弱了其他角色的表现。Deculture.es网站对本片进行了全面而平衡的解析，赞扬了其“成熟的圣斗士星矢视角，带有某些心理学色彩，促使观众进行反思和观察”，并指出“场景对观众至关重要，带有隐藏的信息”，但也批评了星矢的形象过度突出以及故事结局的“模棱两可”。Gamehall网站赞扬了本片的动画制作以及横山静儿的配乐，并称赞斗马这一角色为一个强大但并非邪恶的反派，是一个“开始思考拥有神的力量的优势”的人物。然而，他们批评电影过于集中在星矢和沙织身上，而将其他角色“置于第四位（甚至不是第二位）”，认为这是“巨大的浪费”。Ramen para Dos对电影进行了积极的评论，赞扬其动画，认为“观看本片中的场景、圣衣、角色设计、色彩，一切都是一种享受……”，但批评了“剧情的复杂”，最终得出结论称“本片可能是圣斗士星矢电影或动画剧集中最值得深思熟虑的，但也许这种沉重而复杂的情节会让那些习惯于更多动作情节的经典忠实粉丝感到疏远”。
正如之前提到的，车田正美的不满源于他为电影剧本提出的一些想法被忽视或误解，导致剧情混乱。另一方面，山内重保表示因为电影的剧情并不容易理解，他的初衷是希望观众能多次入场观看本片以欣赏其中的神秘细节。无论如何，这部电影在票房和评论上都遭遇了彻底的失败，东映动画的高层对此感到非常不满。

## 后续影响
对于本片上映后的糟糕表现，东映动画认为山内重保是这次失败的主要责任者并决定将他解雇。同时，考虑到声音演员们的声音“已不再具有十三年前的青春气息”，制作方也解雇了本系列原有的整个配音阵容。尽管古谷彻对这一系列不保留原班配音人马表示抗议，但正如在OVA《冥王哈迪斯冥界篇》以及《冥王哈迪斯极乐净土篇》中最终所见，制作方还是聘请了一整套年轻演员的新配音阵容，这几部作品也改由勝間田具治执导。另一个负面影响是《冥王篇》和特别是《冥王篇极乐净土篇》动画质量的下降，这主要是因为这几部的制作预算被大幅削减所致。最终在2006年7月，车田正美推出了名为《圣斗士星矢 Next Dimension》的漫画并宣称这是《圣斗士星矢》的正式续作。由此，《天界篇 序奏～overture～》最终与之前几部圣斗士星矢电影一样，与原作系列没有了任何关联。